# Oedemopsis scabricula
Oedemopsis scabricula là một loài tò vò trong họ Ichneumonidae.